# نوده خالصه
نوده خالصه، روستایی از توابع بخش مرکزی شهرستان گرمسار در استان سمنان ایران است.

## جمعیت
این روستا در دهستان لجران قرار دارد و براساس سرشماری مرکز آمار ایران در سال ۱۳۸۵، جمعیت آن ۸۱۴ نفر (۲۳۸خانوار) بوده‌است. اهالی این روستا الیکایی هستند و به گویش الیکایی صحبت می کنند.